# Satyrichthys amiscus
Satyrichthys amiscus és una espècie de peix pertanyent a la família dels peristèdids.

## Descripció
- Fa 28 cm de llargària màxima.[6][7]

## Hàbitat
És un peix marí, demersal i d'aigües fondes.

## Distribució geogràfica
Es troba al Pacífic nord-occidental: el sud del Japó i el mar de la Xina Oriental.

## Observacions
És inofensiu per als humans.